# Bosquerola emmascarada de Tolmie
La bosquerola emmascarada de Tolmie (Geothlypis tolmiei) és un ocell de la família dels parúlids (Parulidae).

## Hàbitat i distribució
En època de cria habita des del sud-est d'Alaska i el Canadà occidental fins al nord-oest dels Estats Units. En hivern arriben fins Guatemala i Panamà